# Марикруз Делгадо
Марикруз Делгадо (енгл. Maricruz Delgado) измишљени је лик из америчке ТВ серије Бекство из затвора. Њен лик тумачи Камил Гуати. Марикруз се у серији први пут појављује у првој епизоди.
Марикруз је одрастла у Чикагоу. Сукре и Марикруз су били заједно две године пре него што је он отишао у затвор Фокс ривер, а шест месеци после његовог хапшења, Марикруз се преселила у Њујорк и прихватила посао у модној индустрији. Месец дана после њеног пресељења, Фернандов рођак Хектор се такође преселио у Њујорк. Пријатељима је рекао да га је фирма пребацила у други град, али они који га добро знају верују да је он захтевао да буде пребачен како би био ближе Марикрузу.